# Кадео
Кадѐо (на италиански: Cadeo, на местен диалект Cadè, Каде) е община в северна Италия, провинция Пиаченца, регион Емилия-Романя. Разположено е на 65 m надморска височина. Населението на общината е 6187 души (към 2010 г.).
Адмнистративен център на общината е селище Ровелето (Roveleto).